# Transfer językowy
Transfer językowy (znany także jako interferencja L1, interferencja językowa, interferencja międzyjęzykowa lub interferencja) – wpływ pierwszego języka na produkcję lub odbiór języka drugiego (L2). Transfer dotyczy różnych aspektów języka, takich jak gramatyka, słownictwo, wymowa, pisownia, znaczenie (semantyka) itd. Transfer językowy jest najczęściej omawiany w kontekście metodyki nauczania języka angielskiego, ale wystąpić może w każdej sytuacji, kiedy uczący się języka drugiego nie posiada kompetencji użytkownika rodzimego w tym języku.

## Transfer pozytywny i negatywny
Kiedy nie ma różnicy między danym elementem w jednym języku a jego odpowiednikiem w drugim, zachodzi zjawisko znane jako transfer pozytywny, czyli produkcja poprawnych form w L2, gdzie poprawność oznacza zbieżność z użyciem, jakie użytkownicy rodzimi uznają za naturalne i dopuszczalne. Warto jednak zauważyć, że interferencja językowa postrzegana jest często jako źródło błędów i mówi się wtedy o transferze negatywnym. Ten zachodzi, kiedy uczący się przenoszą do L2 struktury, które różnią się między L1 i L2. Według pierwotnej postaci teorii analizy kontrastywnej (w ramach której prowadziło się systematyczne badania pary języków w celu wykazania ich różnic i podobieństw strukturalnych), im większe różnice między dwoma językami, tym silniejszy wystąpi transfer negatywny. Jednak w wyniku dokładniejszych badań nad przyswajaniem języka drugiego, ten pogląd na związek między różnicami strukturalnymi i transferem został zrewidowany. Obecnie uważa się, że większe różnice między językami nie wywołują transferu, a skłaniają uczących się do unikania w L2 struktur, które nie występują bądź są inne od ich odpowiedników w L1.

## Transfer świadomy i nieświadomy
Transfer może odbywać się w sposób świadomy bądź nieświadomy. Świadomy transfer występuje, kiedy uczący się lub nie w pełni kompetentni tłumacze zgadują przy produkcji tekstu lub mowy w L2, ponieważ nie opanowali lub zapomnieli użycia danego elementu w L2. Tacy użytkownicy języka mogą być świadomi różnic, ale brakuje im umiejętności w L2 i w konsekwencji podpierają się swoim językiem ojczystym. Z drugiej strony, uczący się mogą nawet nie zdawać sobie sprawy z różnic między strukturami czy regułami w obu językach i wtedy zachodzi transfer nieświadomy.

## Transfer a dodatkowe języki obce
W przypadku osób posługujących się kilkoma językami obcymi transfer najczęściej zachodzi między L2 i L3, a rzadziej między L1 i L3. Na przykład Polak mówiący po angielsku i niemiecku może założyć, że reguły języka angielskiego (ale nie polskiego) odnoszą się również do niemieckiego.